# 滨海快速
天津滨海快速交通发展有限公司，简称滨海快速，是中国天津滨海新区的一个城市轨道交通运营公司。公司成立于2001年1月18日，是由天津天保控股有限公司、天津泰达投资控股有限公司、天津市塘沽城市建设投资公司、天津港（集团）有限公司共同投资组建的股份制有限责任公司。天津滨海快速交通发展有限公司主要负责天津市区至滨海新区间以及滨海新区内部的快速轨道交通工程建设任务，以房地产开发、多种经营、交通建设和运营管理为企业新的拓展业务。

## 公司大事记
- 2001年1月18日，由天津天保控股有限公司、天津泰达投资控股有限公司、天津市塘沽城市建设投资公司、天津港（集团）有限公司共同投资组建的天津滨海快速交通发展有限公司成立。
- 2001年5月18日，天津滨海快速交通发展有限公司投资的天津地铁9号线暨津滨轻轨一期工程开始建设。
- 2002年1月至6月，天津滨海快速交通发展有限公司完成了天津地铁9号线暨津滨轻轨机车车辆的招标、谈判和合同签订工作。
- 2002年9月3日，天津滨海快速交通发展有限公司与香港地铁和美国木百诚公司的联合体签订服务协议。
- 2002年年底，天津地铁9号线的机车车辆投入生产。
- 2002年11月，天津地铁9号线暨津滨轻轨土建工程完工。
- 2003年3月，天津地铁9号线暨津滨轻轨第一列车下线。
- 2003年3月，天津地铁9号线暨津滨轻轨工程开始铺轨。
- 2003年4月16日，胡家园车辆段主体封顶。
- 2003年6月，天津地铁9号线暨津滨轻轨桥梁工程贯通。
- 2003年7月，天津地铁9号线暨津滨轻轨轨道提前实现双向轨道贯通。
- 2003年8月31日，天津地铁9号线暨津滨轻轨首座车站建成。
- 2003年9月15日，天津地铁9号线暨津滨轻轨新车抵达天津。
- 2003年9月，天津地铁9号线暨津滨轻轨实现“三通”：车通、轨通、电通。
- 2003年9月，天津地铁9号线暨津滨轻轨首列列车冠名权竞拍成功。
- 2003年11月21日，天津地铁9号线暨津滨轻轨首次热滑试车进入天津市区。
- 2003年11月27日，中山门与轻轨并行的富民路双线直跑式立交桥竣工通车。
- 2003年11月28日，天津地铁9号线暨津滨轻轨全程试运行。
- 2004年2月13日，天津滨海快速交通发展有限公司举行天津地铁9号线暨津滨轻轨票价听证会。
- 2004年3月1日，天津滨海快速交通发展有限公司确定通达天津地铁9号线暨津滨轻轨中山门站24条公交线名单。
- 2004年3月14日，天津滨海快速交通发展有限公司正式公布天津地铁9号线暨津滨轻轨票价。
- 2004年3月28日，天津地铁9号线暨津滨轻轨开放试运营，试运营期间，轻轨实行人工售票，按照乘车里程不同，有3元和5元两种不同票价，轻轨从市区中山门站至开发区东海路站早晚6点半双向对开，每间隔15分钟发车一次。整个运行时间约为40分钟，中途共停车12站，对市民开放8个车站，对市民开放的8个轻轨车站依次为：中山门、东丽开发区、钢管公司、洋货市场、洞庭路、东海路等共6座车站，胡家园站作为滨海快速员工通勤车站，只供内部使用，会展中心站只供泰达足球场或会展中心举办活动时开放使用。
- 2004年5月25日，一号桥站开通。
- 2004年9月13日，天津滨海快速交通发展有限公司延长天津地铁9号线暨津滨轻轨运营时间为自早6时30分至晚19时。
- 2004年9月30日，天津地铁9号线暨津滨轻轨建成通车一周年，天津滨海快速交通发展有限公司方面推出六项新举措，延长运营时间、缩短发车间隔、配合大型活动临时延长时间、开放新车站、购买月票优惠。
- 2004年10月18日，市民广场站开通。
- 2005年3月27日，会展中心站开通。
- 2005年4月28日，二号桥站开通，一号桥站关闭。启用自动售票检票系统，调整票价为2元、3元、4元、5元、6元五种，延长运营时间为自早06时30分至晚20时00分。原洋货市场站更名为塘沽，原洞庭路站更名为泰达站。
- 2005年7月，法国劳尔公司与天津滨海快速交通发展有限公司签订天津开发区新交通洞庭路试验线（1号线）有轨电车车辆采购合同和技术服务合同。
- 2005年8月10日，法国劳尔公司与天津滨海快速交通发展有限公司共同出资200万欧元组建了胶轮有轨电车组装厂暨劳尔新交通工业（天津）有限公司。[2]
- 2005年9月15日，天津开发区导轨电车1号线动工修建，一期工程为试验线。
- 2006年3月1日，一号桥站重新开通，新立镇站、小东庄站、军粮城站、胡家园站开通。至此，一期工程东段所有14座车站均投入运营。
- 2006年3月28日11时，天津地铁9号线暨津滨轻轨ATP人工驾驶模式转为ATO自动驾驶模式，全程运行时间由49分钟缩短为47.5分钟。
- 2006年5月1日，天津地铁9号线暨津滨轻轨延长运营时间为自早06时30分至晚21时00分。[3]
- 2006年12月6日，天津开发区导轨电车1号线在天津滨海新区开通，开始空载试运行。
- 2007年5月10日，天津开发区导轨电车1号线正式开始载客试运营。
- 2007年8月20日，天津市开发区导轨电车發生列車出軌事故。[4]
- 2010年10月28日，天津地铁9号线暨津滨轻轨更换车票为Token车票，启用新的自动售票机和检票机。
- 2011年5月1日，天津地铁9号线暨津滨轻轨運營區間延長至十一經路站。
- 2012年10月14日，天津地铁9号线暨津滨轻轨再次更換單程票，更換成與天津地鐵相同的綠色IC代幣車票。
- 2012年10月15日，天津地铁9号线暨津滨轻轨延長至天津站站，標誌著天津地铁9号线暨津滨轻轨全線貫通。
- 2014年7月，濱海快速公司與地鐵公司改隸新成立的天津軌道交通集團。

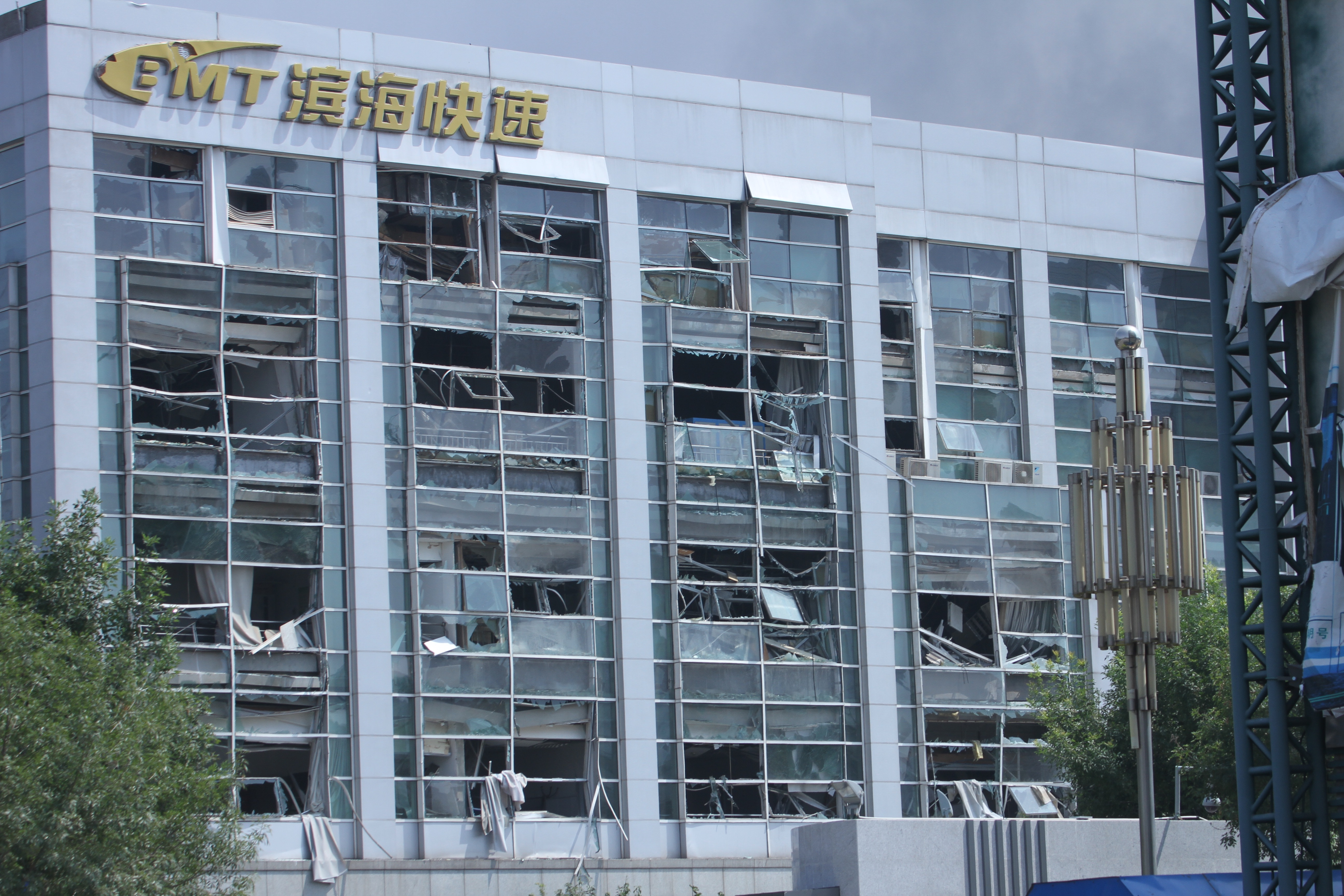
公司大廈玻璃被炸碎

- 2015年8月12日，因天津港“8·12”特别重大火灾爆炸事故，濱海公司總部外牆玻璃被炸碎。
- 2018年10月22日，天津地铁5号线开通运营。

## 负责线路

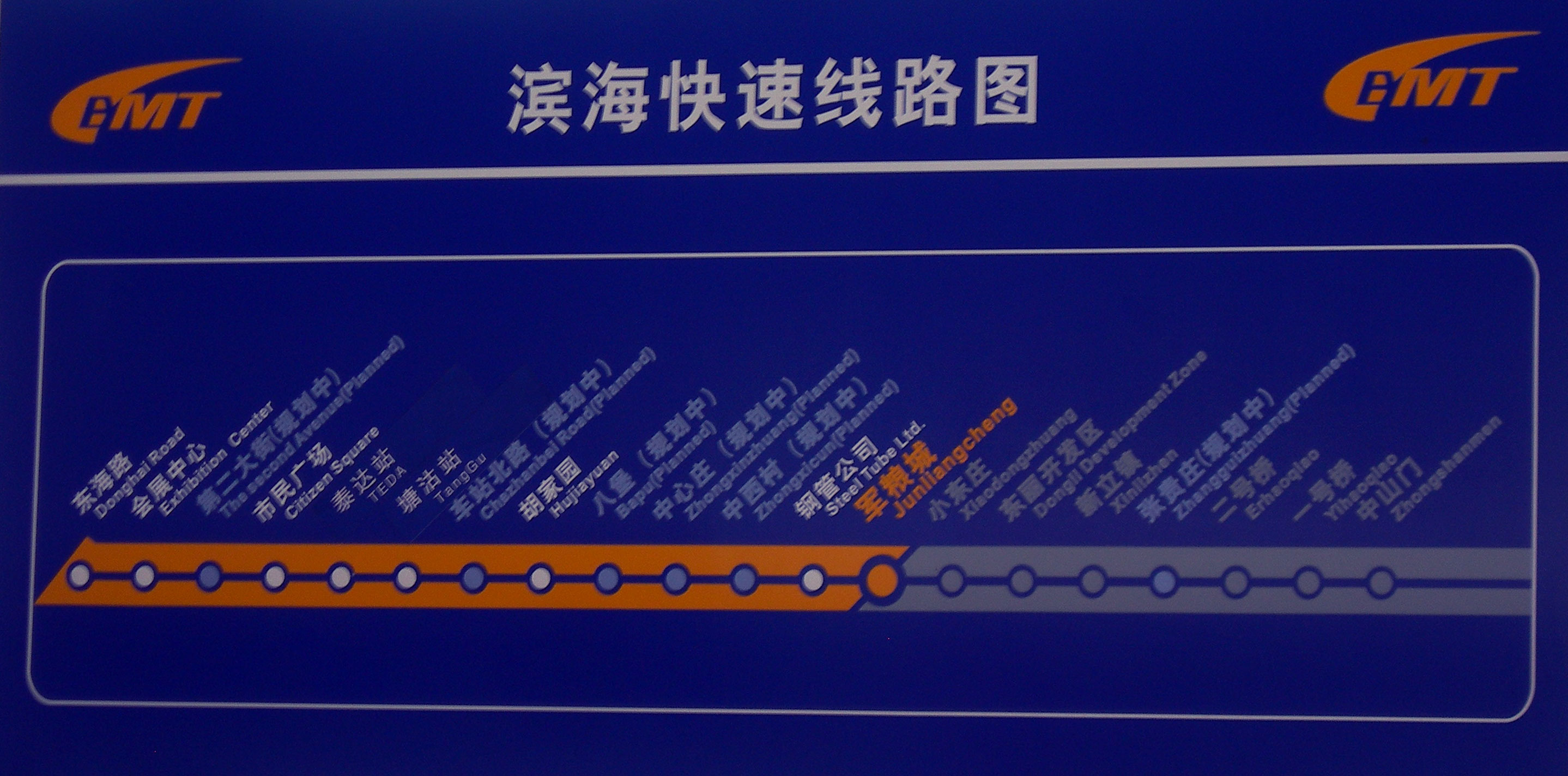
天津地铁9号线暨津滨轻轨线路图

- 天津地铁9号线（运营中）
- 天津地铁5号线（运营中）
- 天津开发区导轨电车1号线（已停运）
- 天津开发区导轨电车2号线（规划中）
- 天津开发区导轨电车3号线（规划中）

## 请参阅
- 天津市
- 天津交通
- 天津轨道交通
- 天津地铁9号线
- 天津开发区导轨电车1号线